# 鸭

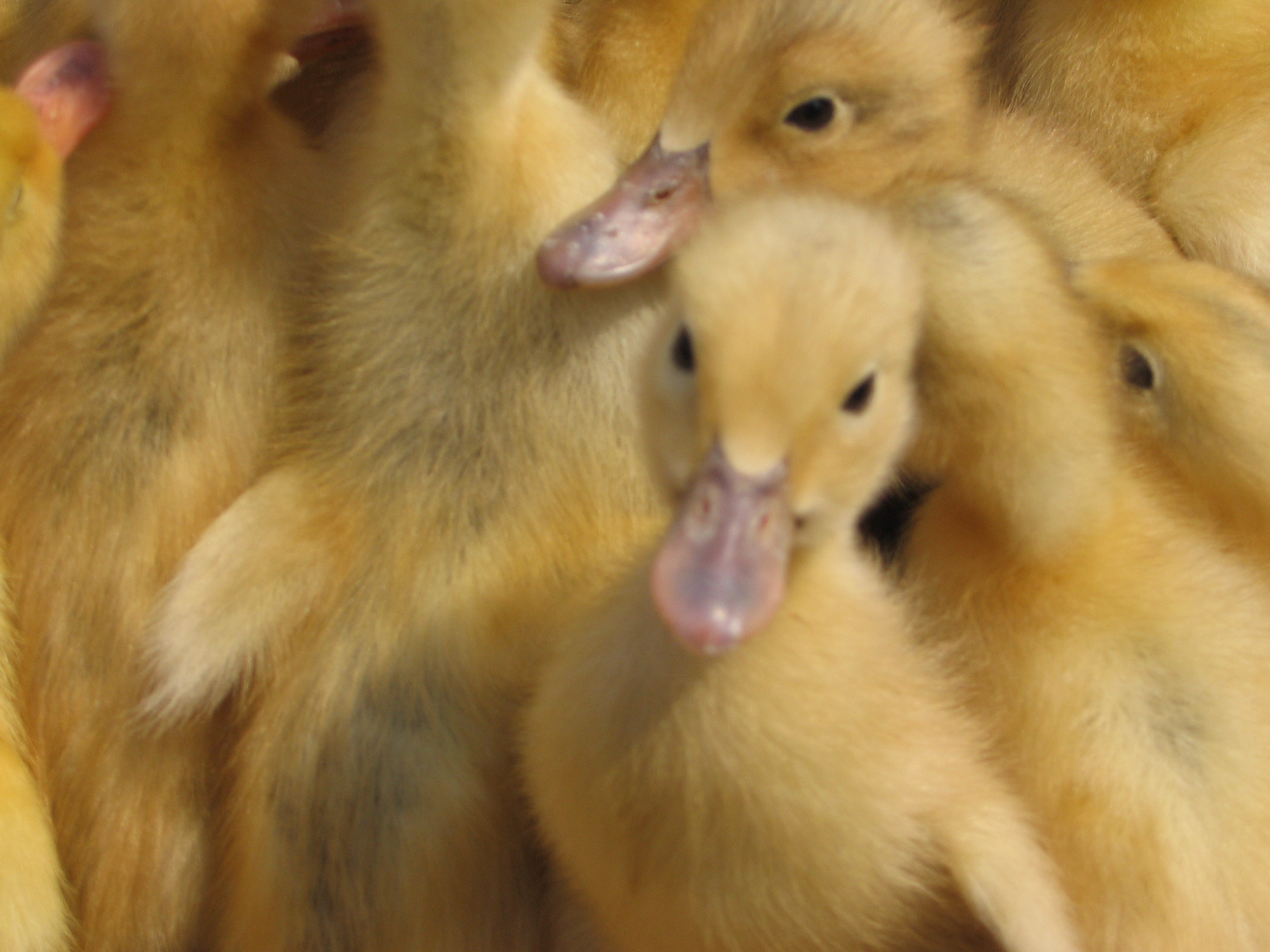
幼鴨

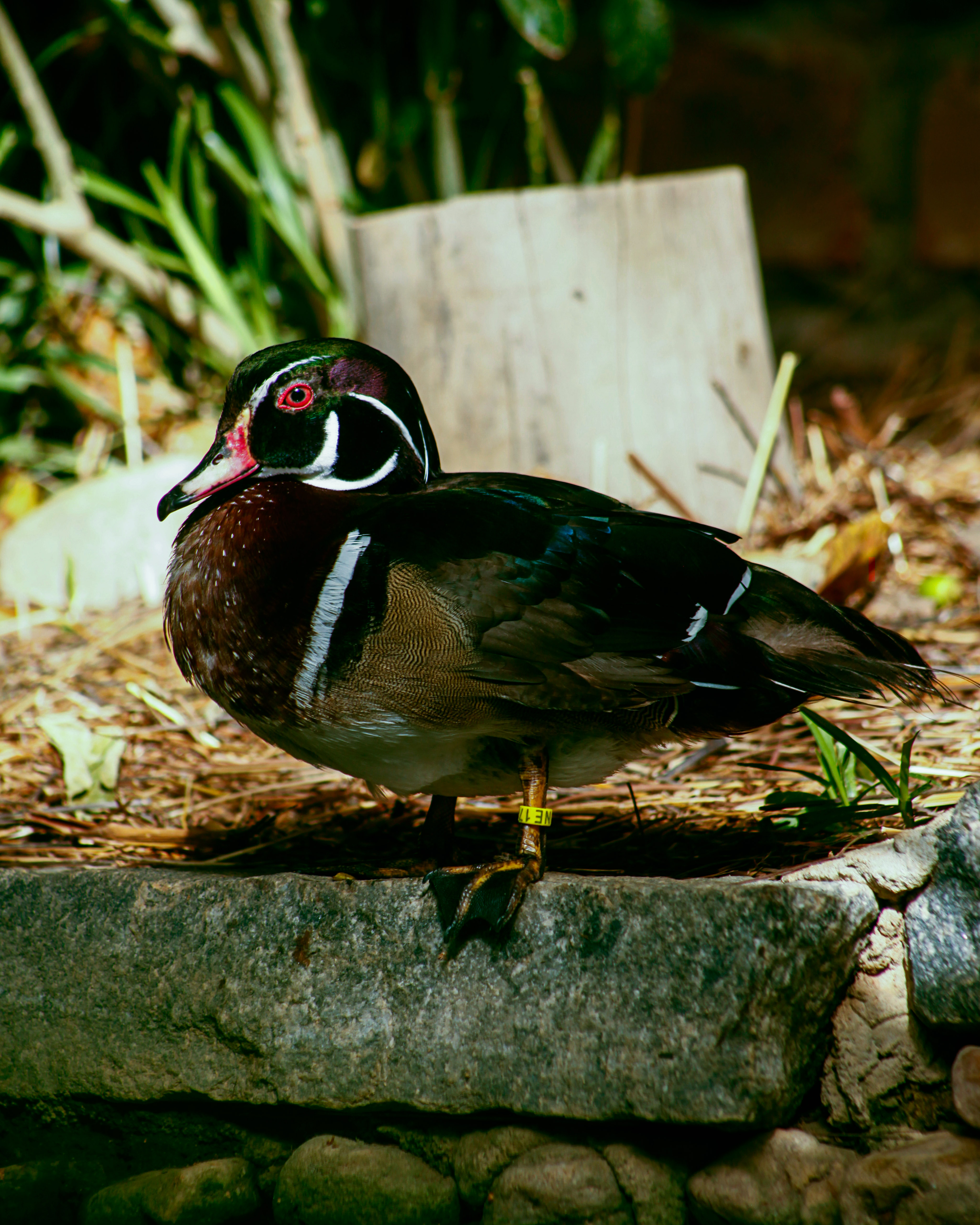
鸭

鸭，俗称鸭子，是對鸭科部分「属」中的鸟类的通用名称，其餘同屬鴨科但不稱作鴨的有天鵝、鵝、雁及鴛鴦等。鴨均为游禽，通常体形比天鹅和鹅小，人们在淡水和咸水都可以看见它们的身影，具有较强的适应性和分布广泛的特性。

## 特徵
鸭的体型总体来说修长宽阔，呈流线型，有伸出的脖子，但没有同属的天鹅和雁长。鸭嘴（喙）是扁而长的，內缘有软牙，适合捕鱼和滤食。鸭子脚有蹼，鸭毛羽长而防水性好，是擅长游泳的水鸟。鸭腿短而比较强壮，相对于平均鸟类位置比较靠后，造成鸭子在陆地上行走时特征性的摇摇晃晃，但这种构造更有利于划水推进。鸭都长有较大的翅膀，但不同品种飞行能力区别很大：野生绿头鸭善飞，可以长途飞行迁徙，而家鸭和一些野生鸭种仅具备有限的飞行能力。
雄鸭每年换羽毛两次；卵壳光滑；两性的腿覆盖着相重叠的鳞片。所有的鸭都在头一年内達到性成熟，仅在繁殖季节成对。
鸭子的眼睛有360度视域，不用转头就可以看到身后。

## 馴化
鴨是人类饲养的主要家禽之一。鸭肉和鸭蛋可食用，鸭的羽毛可以加工成为保温材料。鴨子是世界上第二常被屠宰取肉的動物（僅次於雞），在2013年，全球有超過二十八億隻鴨被屠宰取肉食用。
幾乎所有的家鴨都是馴化的綠頭鴨（Anas platyrhyncho），另一部份則是馴化的疣鼻棲鴨（Cairina moschata）。

## 文化
在中國，鸭最常见的饲养禽类之一。因此鸭經常是詩人或作家的主題，例如苏轼的七言絕句《惠崇春江晚景》、戴敏的七言絕句《初夏游张园》、沈从文小说《鸭子》、朱宣咸的画作《春风》、《春江水暖》和《知秋》。
香港广东话社会社戏称舞男为鸭，因拍成电影票房收入不俗，2015年老演员任达华復出，又演一部鸭王，表示行业收入前几名的舞男，升格当经理的趣闻。
在中国的饮食文化中，鸭肉和鸭蛋也是重要的食材之一，较有名的鸭肉料理方式包括烤鸭、填鸭、卤鸭、老鸭汤、火锅鸭肠、鴨血粉絲湯等等。其中，北京烤鸭是传统北京饮食文化中闻名世界的料理，据说是1400年代明成祖嗜吃的名菜，源自于1370年代明太祖时南京板鸭；鸭蛋则是腌制蛋品的主要原料之一，如咸鸭蛋、皮蛋等
十九世紀時安徒生童話的醜小鴨講的是一隻在鴨群中長大的天鵝的故事。在現代，美國迪士尼有唐老鴨、飛天德、史高治等多個擬人化鴨子角色；華納兄弟的卡通人物中也有基於鴨子的達菲鴨。
在世界範圍內，有許多與鴨子有關的笑話，鴨子也被一項研究認為是最「好笑」的動物。另外鴨子測試這個判定一個東西是什麼的準則也以鴨子為名。

## 延伸阅读
[在维基数据编辑]
 《欽定古今圖書集成·博物彙編·禽蟲典·鴨部》，出自陈梦雷《古今圖書集成》